# ژاک هانخراف
ژاک هانخراف (هلندی: Jacques Hanegraaf؛ زادهٔ ۱۴ دسامبر ۱۹۶۰) دوچرخه‌سوار اهل هلند است.